# Célula endotelial de vena umbilical humana
Una célula endotelial de la vena umbilical humana (HUVEC) es una célula derivada del endotelio de las venas del cordón umbilical. Se utilizan como sistema modelo de laboratorio para el estudio de la función y la patología de las células endoteliales (por ejemplo, la angiogénesis). Se emplean debido a su bajo coste y a la sencillez de las técnicas para aislarlas a partir de cordones umbilicales, que normalmente se resecan tras el parto. Las HUVEC fueron aisladas y cultivadas in vitro por primera vez en la década de los años 1970 por Jaffe y colaboradores.Las HUVEC pueden proliferar fácilmente en condiciones de laboratorio. Al igual que las células endoteliales de la arteria umbilical humana, presentan un fenotipo en forma de adoquines cuando recubren las paredes de los vasos.
Se ha demostrado que la inhibición de la proteína sirtuina 1 (SIRT 1) en HUVECs induce la senescencia celular. Por el contrario, se ha demostrado que la sobreexpresión de SIRT1 en HUVECs inhibe la senescencia celular. Se ha descubierto que el polifenol quercetina es un senolítico eficaz para inducir la muerte de HUVECs senescentes.